# San Lorenzo della Costa
San Lorenzo della Costa è una frazione del comune di Santa Margherita Ligure, nella città metropolitana di Genova.

## Geografia fisica
Distante all'incirca quattro chilometri dal centro urbano sammargheritese, la frazione collinare è situata a 198 metri sul livello del mare lungo uno sperone roccioso circondato da tipiche coltivazioni ad ulivi con la caratteristica tecnica ligure dei terrazzamenti.
L'abitato è costituito principalmente da nuclei minori di case sparse, ma lungo la principale strada statale 1 Via Aurelia.

## Storia
San Lorenzo seguì principalmente le vicende storiche dell'odierno comune di Santa Margherita Ligure separato, per decreto dello stesso Napoleone Bonaparte durante la dominazione francese nei territori dell'ex Repubblica di Genova, nel 1798 dalla municipalità di Rapallo. Già facente parte della podesteria rapallese dal XIII secolo, e quindi del successivo capitaneato di Rapallo dal 1608, la municipalità di San Lorenzo, e dell'attuale quartiere di San Siro, furono inserite nel cantone di Santa Margherita della Repubblica Ligure il 18 luglio del 1798.
La soppressione delle semplici municipalità di San Lorenzo, San Siro, Nozarego e Portofino fu decisa il 5 aprile del 1799 inserendo nella neo municipalità di Santa Margherita le prime due località e nella municipalità di San Giacomo di Corte i restanti nuclei. Fu durante il Primo Impero francese che venne costituito, il 22 dicembre del 1812, il Comune di Porto Napoleone che inglobò tutte le frazioni e località del circondario sammargheritese.
Oggi San Lorenzo fa parte del comune di Santa Margherita Ligure che assunse tale denominazione nel 1863 con il regio decreto del re Vittorio Emanuele II di Savoia.

## Monumenti e luoghi d'interesse

### Architetture religiose
- Chiesa parrocchiale di San Lorenzo, edificata originariamente in stile romanico, l'attuale marmorea facciata fu realizzata nel 1902. Avente una struttura interna a tre navate e con otto cappelle laterali, tra le opere pittoriche e scultoree conservate vi è il celebre trittico di Sant'Andrea nella terza cappella della navata sinistra.
- Oratorio del Suffragio e Morte, del XVI secolo.

### Architetture civili
- Torre San Gioacchino nella frazione di San Lorenzo della Costa. La torre, inglobata in un corpo principale (villa padronale), venne edificata nel corso del XVI secolo dalla repubblica genovese come elemento difensivo contro le incursioni saracene. L'ex villa padronale fu un antico convento seicentesco voluto dal padre somasco Andrea Contardi, con annessa cappella intitolata a san Gioacchino (1613). Nel 1693 la proprietà dell'intero immobile fu ceduto dai padri somaschi al signor Gio Batta Tassorello. Nel finire dell'Ottocento, con gli eventi napoleonici in Liguria, il sito rischiò un incendio a seguito delle incursioni dei soldati francesi; il sito, tuttavia, cadde in rovina e in abbandono per i successivi cinquant'anni; venne riaperto nel 1856. Oggi la proprietà, dopo altri passaggi di proprietà, è convertita ad uso ristorativo e ricettivo.

## Infrastrutture e trasporti
Il territorio frazionario di San Lorenzo è attraversato dalla strada statale 1 Via Aurelia, sulla quale sono svolti servizi di mobilità urbana ed extraurbana a cura della società di trasporto pubblico AMT.
Fino al 1946, anno in cui venne disattivata, la frazione di San Lorenzo disponeva anche di una fermata ferroviaria lungo la tratta Genova-Pisa, posta a fondo valle in corrispondenza dell'attuale campo sportivo "Eugenio Broccardi" di Santa Margherita Ligure, nell'area oggi occupata dall'attuale sottostazione elettrica.